# Saint-Sauveur-de-Carrouges
Saint-Sauveur-de-Carrouges è un comune francese di 277 abitanti situato nel dipartimento dell'Orne nella regione della Normandia.

## Società

### Evoluzione demografica
Abitanti censiti